# GirlHouse
GirlHouse (pisownia alternat. Girl House) – kanadyjski film fabularny z 2014 roku, napisany przez Nicka Gordona oraz wyreżyserowany przez Trevora Matthewsa. Horror z podgatunku slasher, którego antybohaterem jest niezrównoważony emocjonalnie psychopatyczny morderca. W filmie w rolach głównych wystąpili Ali Cobrin, Adam DiMarco, Alyson Bath, Alice Hunter i Slaine. Światowa premiera obrazu odbyła się 16 października 2014 podczas Ottawa International Film Festival. 13 lutego 2015 projekt zyskał limitowaną dystrybucję kinową, a następnego dnia został udostępniony klientom serwisów VOD. Odbiór filmu przez krytyków był w przeważającej mierze pozytywny.

## Obsada
- Ali Cobrin – Kylie Atkins
- Adam DiMarco – Ben Stanley
- Slaine – Loverboy
- Alyson Bath – Devon
- Elysia Rotaru – Heather
- Alice Hunter – Kat
- Chasty Ballesteros – Janet
- Nicole Arianna Fox – Mia
- Zuleyka Silver – Anna
- Wesley MacInnes – Alex
- Erin Agostino – Liz Owens
- James Thomas – Gary Preston
- Peter J. Gray – Bret